# Larn
Larn is een Computerspel van het type RPG. Het spel werd ontwikkeld door Noah Morgan en in 1986 uitgebracht voor DOS en Unix. Het spel maakte onderdeel uit van de NetBSD games collection. In 1988 volgende een release voor de Atari ST en in 1991 voor Linux. De speler moet op zoek naar de grotten van Larn, om jouw dochter te genezen van een vreemde ziekte. Het spel wordt volledig gepresenteerd in Ascii-characters.

## Platforms
- Atari ST (1988)
- DOS (1986)
- Linux (1991)